# Lentua
Le lac Lentua (finnois : Lentua) est un lac à Kuhmo en Finlande,.

## Présentation
Il a une superficie de 77,84 kilomètres carrés et une altitude de 167,9 mètres.